# 直肠阴道瘘
直肠阴道瘘（英語：rectovaginal fistula），是一类妇科疾病，指肠道与生殖道之间形成的异常通道。
表现为阴道内排出粪便。瘘孔大者粪便经阴道排出，便稀时更为明显。瘘孔小，粪便干结成形时，阴道内不时有排气现象。窥阴器扩开阴道可见后壁有瘘孔，瘘孔极小者可见小的红色肉芽组织。
肛诊同时阴道小孔处放探针，或直肠内注入美蓝液，阴道内置干纱布，视有无蓝色浸液均可帮助诊断。它可能由性病淋巴肉芽肿感染引起，或者手术副作用。